# Anni 1060
Gli anni 1060 sono il decennio che comprende gli anni dal 1060 al 1069 inclusi.

## Eventi, invenzioni e scoperte
- Conquista della Sicilia da parte degli Altavilla

## Personaggi
- Guglielmo il Conquistatore
- Ruggero I di Sicilia
- Harold Godwinson
- Harald Hardrada